# Lisbjergskolen Station
Lisbjergskolen Station er en letbanestation på Ole Lund Kirkegaards Allé ved Lisbjergskolen i forstaden Lisbjerg nord for Aarhus. Stationen består af et spor med perron, der fungerer som en af endestationerne for letbanen. Stationens omgivelser består udover skolen primært af marker. Området er imidlertid udlagt til byudvikling som første etape af en ny bydel i Lisbjerg. Derudover er der fremsat forslag om at forlænge letbanen fra Lisbjergskolen via erhvervsområdet i Søften til Hinnerup.
Strækningen mellem Universitetshospitalet og Lisbjerg var forventet åbnet i december 2017. På grund af manglende sikkerhedsgodkendelse blev åbningen imidlertid udskudt på ubestemt tid. I stedet åbnede strækningen for driften 25. august 2018, efter at de nødvendige godkendelser forelå.